# Horace Walpole
Horatio Walpole (24 de setembre de 1717 – 2 de març de 1797) va ser, 4t Earl d'Orford, polític, historiador, literat i antiquari anglès. Pertanyia al Partit Whig anglès.
Se'l recorda especialment per la casa Strawberry Hill, que va edificar a Twickenham, sud-est de Londres en estil neogòtic i pel The Castle of Otranto. Era fill del Primer Ministre del Regne Unit, Sir Robert Walpole, un cosí germà de l'àvia de Horatio Nelson. La Walpole Society es va formar l'any 1911 per a promocionar l'estudi de la història de l'art britànic. La seva seu està al Department of Prints and Drawings al Museu Britànic i la dirigeix Simon Swynfen Jervis, FSA.

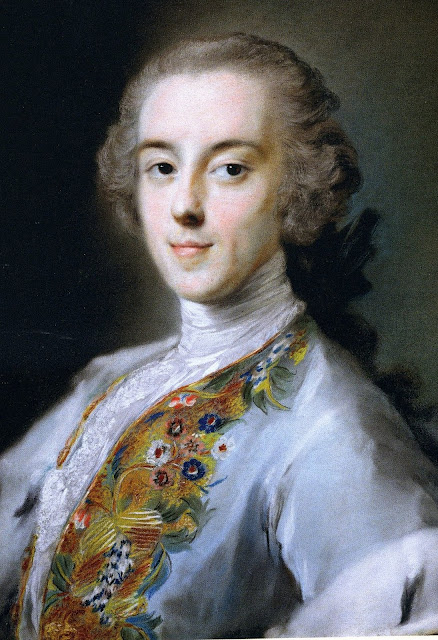
Horace Walpole per Rosalba Carriera, cap a 1741.

Walpole nasqué a Londres, va rebre la primera educació a Bexley després assistí a Eton College i al King's College, Cambridge. Walpole va fer un Grand Tour junt amb Gray. Va deixar Dover (Anglaterra) el 29 de març i va arribar a Calais el mateix dia. Van viatjar via Boulogne, Amiens i Saint-Denis (Sena Saint-Denis), i arribaren a París el 4 d'abril. Després anaren a Rheims, Dijon, Lió, Dauphiné, Savoia, Aix-les-Bains i Ginebra.
L'octubre anaren a Itàlia, a Torí, Gènova, Piacenza, Parma, Reggio, Mòdena, Bologna, i al desembre arribaren a Florència. Allà va escriure Epistle from Florence to Thomas Ashton, Esq., Tutor to the Earl of Plymouth.:60seq A Roma assistiren al conclave després de la mort del Papa Climent XII. Va tornar a Anglaterra el 12 de setembre de 1741.
A les eleccions generals de 1741, Walpole va ser elegit membre Whig del Parlament per Callington, Cornualla.

## Obres
Strawberry Hill tenia la seva pròpia impremta.
L'any 1764, va publicar anònimament una novel·la gòtica, The Castle of Otranto
Des de 1762, Walpole publicà Anecdotes of Painting in England, basada en un manuscrit de George Vertue de tipus polític.
Les cartes de Walpole són font de coneixement històric i en una d'elles encunyà la paraula anglesa serendipity que ell fa derivar d'un "silly fairy tale" que havia llegit, The Three Princes of Serendip.
A Historic Doubts on the Life and Reign of King Richard III (1768), Walpole defensa Ricard III d'Anglaterra contra la creença comuna que ell assassinà els vailets de la Princes in the Tower.
Obres principals
- Some Anecdotes of Painting in England (1762)
- The Castle of Otranto (1764)
- The Mysterious Mother (1768)
- Historic Doubts on the Life and Reign of Richard III (1768)
- On Modern Gardening (1780)
- A Description of the Villa of Mr. Horace Walpole (1784)
- Hieroglyphic Tales (1785)